# (19230) Sugazi
(19230) Sugazi est un astéroïde de la ceinture principale.

## Description
(19230) Sugazi est un astéroïde de la ceinture principale. Il fut découvert le 11 octobre 1993 à Kitami par Kin Endate et Kazuro Watanabe. Il présente une orbite caractérisée par un demi-grand axe de 2,20 UA, une excentricité de 0,13 et une inclinaison de 4,4° par rapport à l'écliptique.

## Compléments